# Warm and Tender (альбом Оливии Ньютон-Джон)
Warm and Tender — четырнадцатый студийный альбом австралийской певицы Оливии Ньютон-Джон, выпущенный 9 сентября 1989 года на лейблах Mercury Records в Великобритании и Европе и Geffen Records в Северной Америке и Festival Records в Австралии. Продюсером вновь выступил Джон Фаррар.

## Список композиций
| №                   | Название                              | Автор(ы)                                | Длительность |
| ------------------- | ------------------------------------- | --------------------------------------- | ------------ |
| 1.                  | «Jenny Rebecca»                       | Кэрол Холл                              | 3:46         |
| 2.                  | «Rocking»                             | музыка народная, слова Перси Дирмер     | 3:05         |
| 3.                  | «Way You Look Tonight»                | Джером Керн, Дороти Филдс               | 2:59         |
| 4.                  | «Lullaby My Lovely»                   | народная                                | 1:16         |
| 5.                  | «You’ll Never Walk Alone»             | Ричард Роджерс, Оскар Хаммерстайн II    | 2:49         |
| 6.                  | «Sleep My Princess»                   | Вольфганг Амадей Моцарт                 | 1:08         |
| 7.                  | «The Flower That Shattered the Stone» | Джо Генри, Джон Дарвис                  | 3:22         |
| 8.                  | «Twinkle Twinkle Little Star»         | народная                                | 0:55         |
| 9.                  | «Warm and Tender»                     | Оливия Ньютон-Джон, Джон Фаррар         | 3:21         |
| 10.                 | «Rock-A-Bye Baby»                     | народная                                | 0:42         |
| 11.                 | «Over the Rainbow»                    | Гарольд Арлен, Йип Харбург              | 3:26         |
| 12.                 | «Twelfth of Never»                    | Пол Фрэнсис Уэбстер, Джерри Ливингстоун | 4:23         |
| 13.                 | «All the Pretty Little Horses»        | народная                                | 1:10         |
| 14.                 | «When You Wish Upon a Star»           | Нед Вашингтон, Ли Харлайн               | 3:22         |
| 15.                 | «Reach Out For Me»                    | Берт Бакарак, Хэл Дэвид, Иоганнес Брамс | 5:55         |
| Общая длительность: | Общая длительность:                   | Общая длительность:                     | 41:27        |

## Позиции в хит-парадах
| Хит-парад (1989)    | Высшая позиция |
| ------------------- | -------------- |
| США (Billboard 200) | 124            |
| Япония (Oricon)     | 43             |